# Ивановка (Ромодановский район)
Ивановка — деревня в Ромодановском районе Республики Мордовия. Расположена у места впадения реки Аморды в реку Инсар.

## История
В конце XVIII века упоминается в составе Саранского уезда Пензенского наместничества под названием село Ивановское, Дербенки тож. 
В 1864 году село Ивановское (Дербенка) Саранского уезда Пензенской губернии состояло из 72 дворов и насчитывало 548 жителей, в селе имелась православная церковь.
По данным подворной переписи 1911-1913 гг. с. Ивановское (Дербенское) Ромодановской волости Саранского уезда Пензенской губернии состояло из 118 дворов, в нем проживало 697 человек, имелась земская школа, церковь, хлебозапасный магазин, четыре мельницы (одна с нефтяным двигателем и три ветряных), пять маслобоек и просодранок, одна лавка, одна пожарная машина. 
По переписи населения 1926 года в селе Ивановском (Дербенском) насчитывалось 161 хозяйство и 866 человек наличного населения, из них русских - 865, мордвы - 1.

### Храм
В изданной в 1896 году Поповым А. Е. книге «Церкви, причты и приходы Пензенской епархии» указано:

Село Ивановское, храм во имя св. прор. предтечи Крестителя Иоанна, деревянный, построен в 1888 г., разстоянием от г. Пензы 137 в. Причта положено: священник и псаломщик. Земли усадебной 1 д., пахатной 32 д. Жалованье по окладу VII кл. Дом для священника церковный. Прихожан м.п. 269, ж.п. 284. Приход состоит из одного села.— Церкви, причты и приходы Пензенской епархии
В настоящее время рядом с местом, где располагался храм, установлен памятный крест.

## Население
| 2002 | 2010 |
| ---- | ---- |
| 155  | ↘100 |

### Уроженцы Ивановки
- Щередин Александр Иванович — советник таможенной службы 3-го ранга (1998), генерал-майор налоговой полиции (1999).
- Калинин Владимир Александрович — полковник милиции; с 1995 по 2001 год возглавлял ОМОН МВД по Республике Мордовия, затем занимал должность начальника Учебного центра МВД по Республике Мордовия[7] [8].
- Мещеряков Виктор Васильевич (1948 г. р.) — майор; в период войны в Афганистане командир десантно-штурмовой группы (ДШГ) погранвойск. Единственный уроженец Мордовии среди ветеранов-афганцев, награжденный орденом «Красного Знамени». Награжден медалями «За отвагу» и «За боевые заслуги», афганскими орденами «Славы» и «За храбрость», орденом «За заслуги перед Отчеством» II степени (2016)[9] [10].

## Местные традиции
Жителями села наряду с главными православными праздниками отмечается местный престольный праздник Иван Постный. В течение трех дней, начиная с 11 сентября, принято было собираться семьей, ходить в гости и устраивать застолья, традиционным угощением на которых были пироги.  
В праздник Крещения на реке Аморде вырубалась прорубь – «иордань», искупаться в которой в крещенскую ночь собиралось множество жителей Ивановки и окрестных сел, а также местных уроженцев, живущих в городе Саранске. В 2010-х годах традиция прервалась.